# Javier Duménigo
Javier Duménigo González (8 de noviembre de 1990) es un luchador cubano de lucha grecorromana. Consiguió dos medallas de oro en los Campeonatos Panamericanos de 2015 y 2016. Vicecampeón Mundial de Juniores de 2009.